# Adelaide Lala Tam
Adelaide Lala Tam   (Hong Kong) és una dissenyadora, artista conceptual i activista mediambiental xinesa, resident a Rotterdam.
Va formar-se a la Design Academy d'Eindhoven. L'any 2021 va ser reconeguda per la BBC en la seva llista anual 100 Women i per l'editorial William Reed - creadors del The World's 50 Best Restaurants - en la llista 50 Next.
En les seves creacions, tracta d'enfrontar els consumidors amb la realitat de la indústria alimentària. Un exemple és el seu projecte 0.9 Grams of Brass. Una màquina expenedora ven clips de llautó fabricats amb material reciclat provinent de cartutxos emprats en escorxadors bovins. Amb aquest projecte va obtenir als Països Baixos el Future Food Design Awards de 2018.